# دبليو. ستيفن سميث
دبليو. ستيفن سميث (بالإنجليزية: W. Stephen Smith)‏ هو مغني أوبرا أمريكي، ولد في 18 ديسمبر 1950 في جونزبورو في الولايات المتحدة.